# Stranka Brexit
Stranka Brexit (engleski: Brexit Party) euroskeptična je politička stranka iz Ujedinjenog Kraljevstva. Predvodi ju Nigel Farage.

## Poznati članovi
- Nigel Farage
- Ann Widdecombe
- Annunziata Rees-Mogg

## Vanjske poveznice
[neaktivna poveznica]